# Iwangorod (Baszkiria)
Iwangorod (ros. Ивангород, baszk. Ивангород) – wieś (ros. деревня, trb. dieriewnia) w Baszkirii w rejonie dawlekanowskim należąca do szestajewskiego sielsowietu, położona 30 km od Dawlekanowa, centrum administracyjnego rejonu i najbliższej stacji kolejowej. W 2002 r. wieś zamieszkiwało 430 osób, z których 71% stanowili Rosjanie.

## Historia
Iwangorod (Iwanhorod, Tujasz) został założony na początku XX w. przez chłopskich osadników z ukraińskich miejscowości ujezdu hajsyńskiego guberni podolskiej (Iwangorod, Huncza, Mychajliwka). W 1917 r. w 64 gospodarstwach rolnych mieszkało 389 Ukraińców posiadających 576 dziesięcin ziemi ornej.